# Zygonyx ilia
Zygonyx ilia – gatunek ważki z rodziny ważkowatych (Libellulidae).